# Sandra Redmann

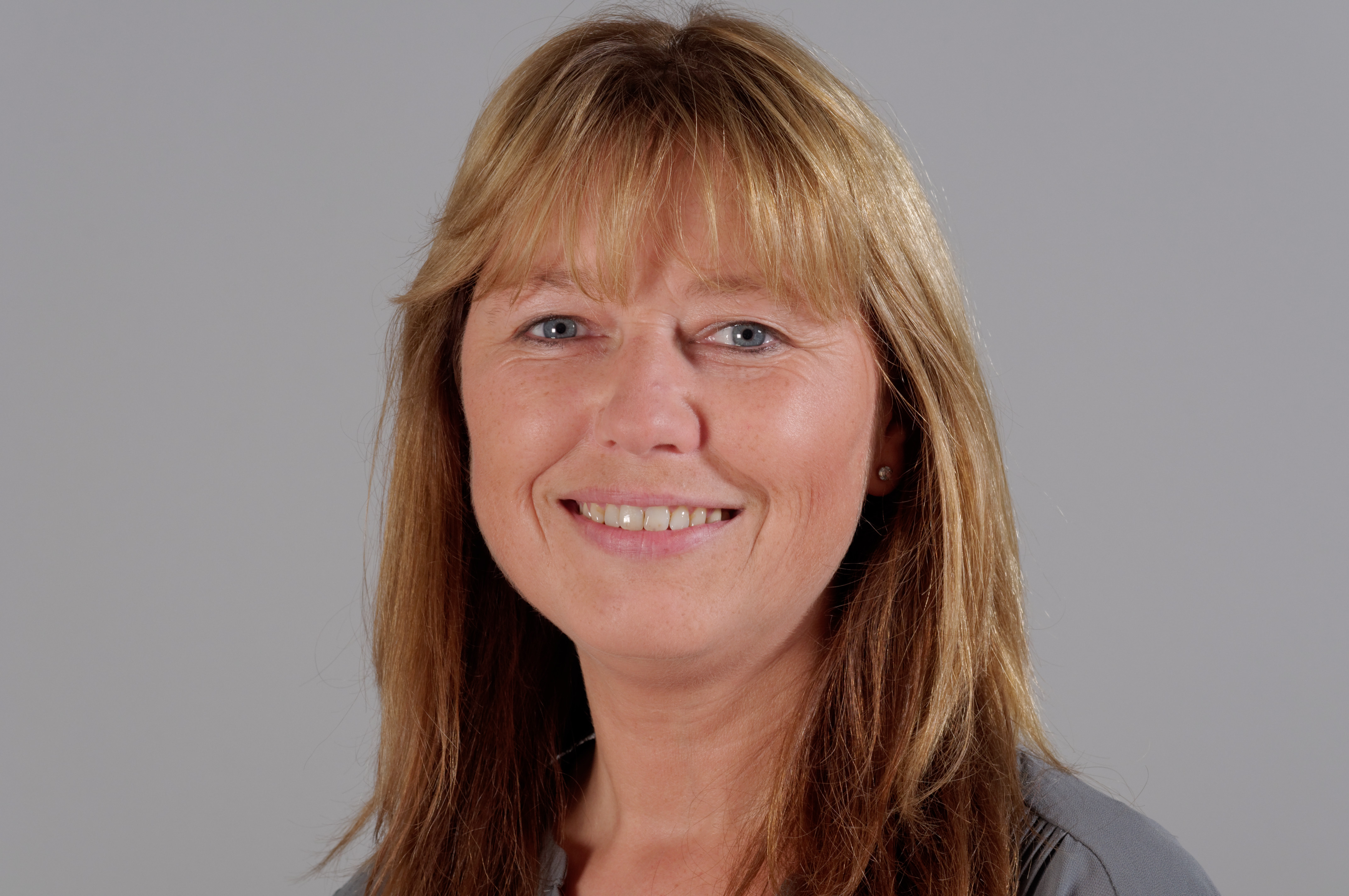
Sandra Redmann (2013)

Sandra Redmann (* 1. November 1965 in Eutin) ist eine deutsche Politikerin (SPD). Seit 2000 ist sie Mitglied des Schleswig-Holsteinischen Landtags.

## Leben und Beruf
Nach dem Abitur 1986 absolvierte Redmann eine Lehre zur Buchhändlerin und war anschließend von 1989 bis 1992 auch als Buchhändlerin tätig. Von 1993 bis 1997 studierte sie Sozialpädagogik, erreichte hier jedoch keinen Abschluss.
Redmann ist evangelischer Konfession und hat eine Tochter.

## Partei
Sie trat 1989 in die SPD ein. Von 1990 bis 1993 war sie Vorsitzende der Jusos in Bad Schwartau und war von 1993 bis 2015 dort Vorsitzende des SPD-Ortsvereins. Von 2003 bis 2005 war sie stellvertretende SPD-Landesvorsitzende in Schleswig-Holstein.

## Abgeordnete
Von 1990 bis 2001 gehörte Redmann der Stadtverordnetenversammlung von Bad Schwartau an.
Seit 2000 ist sie Mitglied des Landtages von Schleswig-Holstein. Redmann ist 2000 als direkt gewählte Abgeordnete des Wahlkreises Eutin-Süd, bei den folgenden Wahlen 2005, 2009, 2012, 2017 und 2022 aber über die Landesliste in den Landtag eingezogen. Seit 2009 ist sie Mitglied im Verwaltungsrat der Schleswig-Holsteinischen Landesforsten und Mitglied im Stiftungsrat der Stiftung Naturschutz Schleswig-Holstein, dessen Vorsitz sie 2014 übernommen hat.
In der 19. Wahlperiode (2017 bis 2022) war sie Mitglied im Umwelt- und Agrarausschuss, Vorsitzende des Arbeitskreises Umwelt, Energie und Ländliche Räume der SPD-Landtagsfraktion, umweltpolitische Sprecherin und Mitglied im Fraktionsvorstand.

## Öffentliche Ämter
Von 2001 bis 2003 war sie Kinder- und Jugendbeauftragte der Ministerpräsidentin des Landes Schleswig-Holstein.